# Estripagecs

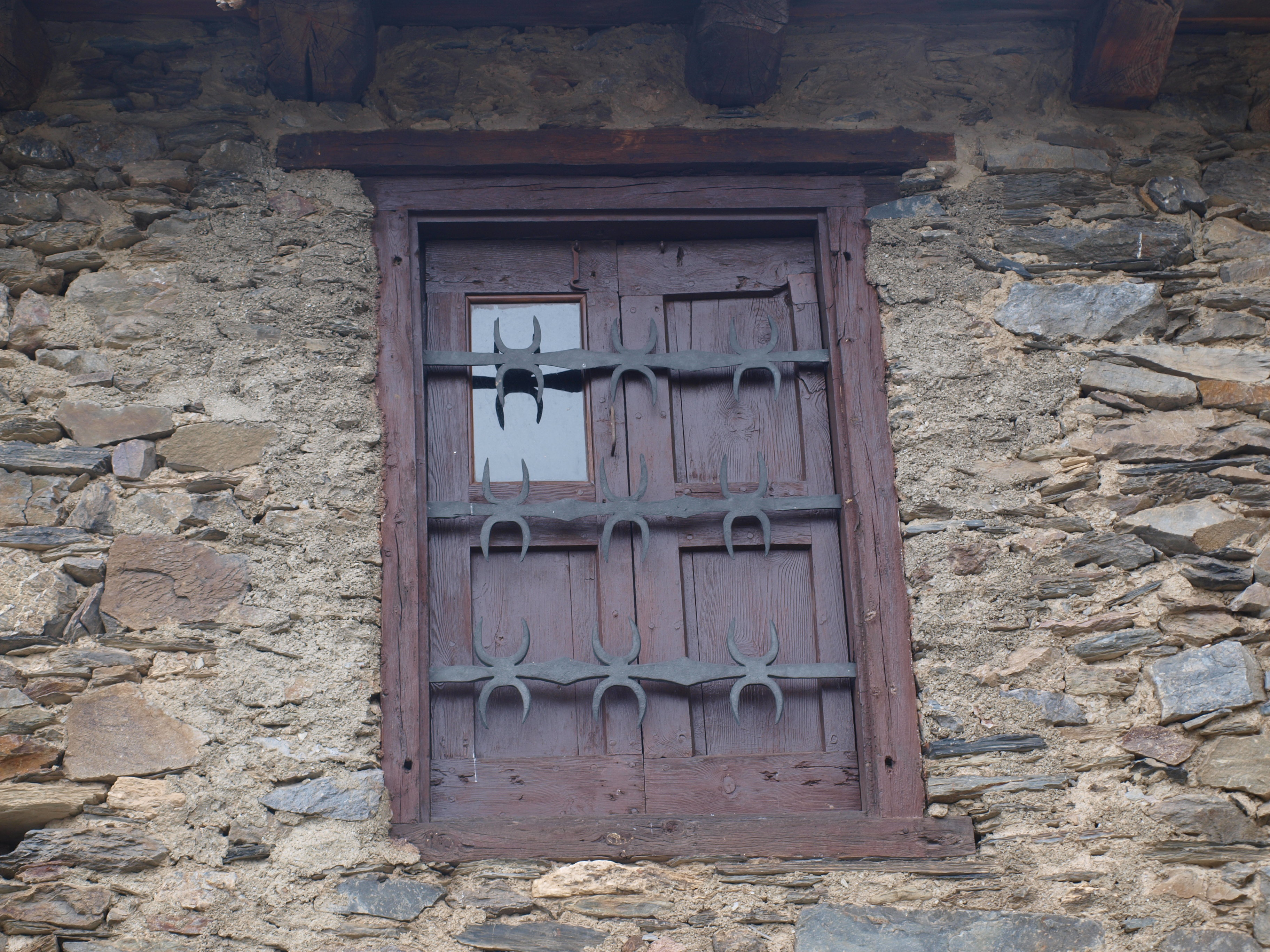
Estripagecs en una casa tradicional (Museu Casa Rull a Sispony, La Massana)

L'estripagecs és un barrot metàl·lic, amb punxes irregulars cap als laterals, que es col·locava a les finestres de les bordes i cases de la zona del Pirineu i Andorra. El nom ve del fet que tenien com a objectiu estripar els gecs (jaquetes) dels lladres que intentaven passar entre els barrots.
També rep els noms següents: esqueixacalces, esquinça-robes, esquinxa-roba, menja-robes, espiga de ferro o llangardaix..
En homenatge a aquest element típic de l'arquitectura vernacular tradicional d'Andorra, la parròquia d'Ordino va instal·lar escultures gegants que representen aquests estripagecs al parc natural de la vall de Sorteny, així com als cims emblemàtics de la parròquia (pic del Casamanya, pic de Cataperdís, pic de l'Estanyó, pic de la Font Blanca), pic de la Serrera i pic de Tristaina).